# 천안신부초등학교
천안신부초등학교는 대한민국 충청남도 천안시 동남구에 있는 공립 초등학교이다.

## 학교 연혁
- 1996년 9월 2일: 개교
- 2021년 1월 12일: 제25회 132명 졸업
- 2021년 3월 1일: 26학급(다문화 1학급) 편성

## 참고 자료
- 천안신부초등학교 - 한국교육학술정보원 학교알리미